# ВЛ22м
ВЛ22м (ВЛ22 модернізований) — радянський шестивісний електровоз постійного струму. Виготовлявся з 1947 по 1958 рр. Конструктивно став продовженням електровозу ВЛ22, основною відмінністю є наявність потужніших тягових двигунів ДПЕ-400. Перший радянський електровоз який надійшов в масштабне виробництво (побудовано більше ніж півтори тисячі одиниць). Останній представник сімейства сурамських локомотивів.

## Історія появи двигуна ДПЕ-400
В 1940 році завод «Динамо» виготовив шість тягових електродвигунів ДПЭ-400 годинною потужністю по 400 кВт кожний. Двигуни були спроектовані під керівництвом інженера А. Б. Іоффе. Двигуни встановили на дослідному електровозі ВЛ22-178, локомотив відправили на Закавказьку залізницю. Після експлуатації електродвигунів в 1941—1945 рр. інженери отримали відмінні результати випробувань. Великою перевагою даних двигунів була можливість заміни попередніх двигунів ДПЭ-340 без переробки механічної частини електровоза, тому що остів, головні та додаткові полюси були однотипні з раніше застованим тяговим двигуном ДПЕ-340. Потужність нового двигуна підвищили за рахунок збільшення швидкості обертання якоря, для чого знов були спроєктовані якір і колектор двигуна.
Нові технічні характеристики дали змогу підняти конструктивну швидкість з 70 до 75 км/год, величину струму годинного режиму з 250 ампер до 290 ампер, потужність годинного режиму на 16 %.
Нові тягові двигуни ДПЕ-400 виявились значно легшими, ніж тягові двигуни ДК-3А електровозу серії СКу , що дало змогу зменшити шкідливі наслідки для верхнього будування колії від значної «необресоренної маси».

## Електровоз
У червні 1946 року завод «Динамо» побудував перший після війни електровоз ВЛ22-184 з новими ТЕД. Цей електровоз став останнім магістральним електровозом, виготовленим заводом «Динамо». Подальше виробництво було перенесене на Новочеркаський електровозобудівний завод (НЕВЗ). Перший магістральний електровоз, позначений ВЛ22М−185, НЕВЗ виготовив 7 березня 1947 року.